# 存英
宗室存英（1771年8月1日—1822年12月7日），嘉慶九年甲子科中式繙譯舉人，乙丑科中式繙譯進士，本年六月授宗人府主事，十九年六月授副理事官，廿二年十月授理事官。道光二年壬午十月二十四日辰時卒。